# Українка (село, Криворізький район)
Украї́нка — село в Україні, в Вакулівській сільській громаді Криворізького району Дніпропетровської області. Населення — 103 мешканців.

## Географія
Село Українка знаходиться за 1 км від правого берега річки Базавлучок, вище за течією на відстані 3,5 км розташоване село Садове, на протилежному березі — село Петропавлівка. По селу протікає пересихаючий струмок з загатою.

## Населення

### Мова
Розподіл населення за рідною мовою за даними перепису 2001 року:
| Мова       | Відсоток |
| ---------- | -------- |
| українська | 95,5 %   |
| російська  | 4,5 %    |